# Franco Foda
Franco Foda (Mainz, 1966. április 23. –)  német válogatott labdarúgó, edző. 2024 óta Koszovó szövetségi kapitánya.

## Pályafutása

### Játékosként
Több mint 400 élvonalbeli mérkőzésen lépett pályára Németországban, Svájcban és Ausztriában. 1987-ben Franz Beckenbauer irányítása alatt két alkalommal pályára lépett a válogatottban, Argentína és Brazília ellen.

### Edzőként
A Sturm Graz klubjánál kezdte el edzői karrierjét, segédedzőként. 2002. szeptember 20-án nevezték ki ideiglenesen az első csapat élére. Novemberben már teljes körűen a klub edzőjévé vált. 2003. június 4-én Gilbert Gress váltotta, ő pedig a második csapat irányítását vette át. 2006. június 1-jén visszatért az első csapat kispadjára. Megnyerte csapatával a 2009–2010-es kupát és a 2010–2011-es bajnokságot. Eredetileg a 2012–12-es szezont követően távozni szeretett volna. 2012. április 12-én menesztették.
2012. május 22-én az 1. FC Kaiserslautern csapatához két évre szóló szerződést írt alá. 2013. augusztus 29-én azonnali hatállyal menesztették. 2014. szeptember 30-án visszatért a Sturm Graz vezetőedzői posztjához. 2017 októberében bejelentették, hogy 2018. január 1-jétől átveszi az Osztrák labdarúgó-válogatott irányítását.

## Magánélete
Apja révén olasz származású. Mindkét fia labdarúgó. Sandro Foda megfordult a Sturm Graz csapatában is.

## Sikerei, díjai

### Játékosként
- Kaiserslautern
  - Német kupa: 1989–90

- Bayer Leverkusen
  - Német kupa: 1992–93

- Sturm Graz
  - Osztrák Bundesliga: 1997–98, 1998–99
  - Osztrák kupa: 1998–99
  - Osztrák szuperkupa: 1999

### Edzőként
- Sturm Graz
  - Osztrák Bundesliga: 2010–11
  - Osztrák kupa: 2009–10